# Jürgen Rynio
Jürgen Rynio (* 1. April 1948 in Gelsenkirchen) ist ein ehemaliger deutscher Fußballspieler. Mit fünf Vereinen – Karlsruher SC, 1. FC Nürnberg, Borussia Dortmund, FC St. Pauli und Hannover 96 – ist er aus der Bundesliga abgestiegen, was ihn zum Rekordabsteiger macht. Zu den prägenden Erlebnissen seiner Bundesligalaufbahn gehören zweifelsohne auch die 1:11-Niederlage mit Dortmund beim FC Bayern München 1971/72 und ein 1:9 mit Rot-Weiss Essen bei Eintracht Frankfurt in der Saison 1974/75. Kurzzeitig war er auch Trainer von Hannover 96.

## Leben
Rynio, Sohn eines Schlossers, machte mit 14 Jahren eine Ausbildung zum Starkstromelektriker in der Steinkohlebergbau-Zeche Ewald in Herten, Nordrhein-Westfalen. Anschließend übte er diesen Beruf dort unter Tage aus. Fußballerisch betätigte er sich seit seiner Jugend beim VfL Resse 08 in seinem Gelsenkirchener Heimatstadtteil. In jener Zeit verunglückte sein Vater tödlich.
1966 wurde er vom West-Regionalligisten Eintracht Gelsenkirchen verpflichtet und baute dort seinen Ruf als größtes Torwarttalent des Ruhrgebiets aus. DFB-Trainer Udo Lattek, der den jungen Keeper von der Junioren-Nationalmannschaft kannte, empfahl ihn dem Bundesligisten Karlsruher SC. Nach einem Probetraining wurde er dort zur Saison 1967/68 unter Vertrag genommen.
Der junge Torwart konnte sich gleich gegen den erfahreneren Keeper Siegfried Kessler durchsetzen. Dennoch stieg der Klub in dieser Saison aus der Fußball-Bundesliga als Tabellenletzter ab. Rynio wechselte zum frischgebackenen Deutschen Meister 1. FC Nürnberg und wurde dort erneut Stammtorwart. Zum zweiten Mal musste er die bittere Erfahrung des Abstiegs, sogar im Verein des amtierenden Meisters, machen, so dass er 1969 zu Borussia Dortmund wechselte. Hier erlebte er 1972 seinen dritten Abstieg aus der Bundesliga. In den kommenden zwei Spielzeiten stand er im Wechsel mit Horst Bertram im Dortmunder Tor der zweitklassigen Regionalliga West.
Bei seinem nächsten Club Rot-Weiss Essen konnte er dann aber nie richtig Fuß fassen. Heinz Blasey war hier die gesetzte „Nummer Eins“ im Tor der Essener. 1976 ging er in die 2. Bundesliga zum FC St. Pauli und konnte mit den Hamburgern 1977 in die Erste Liga aufsteigen. Nach nur einem Jahr musste der Verein dann wieder in die Zweite Liga zurück. Für Rynio war es der vierte Abstieg seiner Karriere.
1979 wechselte Rynio zum Zweitligisten Hannover 96, wo er bis zu seinem Karriereende 1984 im Tor stand, blieb dem Verein aber anschließend als Torwarttrainer erhalten. Zeitweise fungierte Rynio auch als Manager von Hannover 96.
Nach dem Wiederaufstieg von Hannover 96 übernahm Rynio nach der Entlassung von Trainer Werner Biskup vom 22. November 1985 bis zum 13. Januar 1986 als Interimstrainer die Mannschaft, bis er von Jörg Berger abgelöst wurde. Als sich Stammtorhüter Ralf Raps verletzte, setzte Trainer Berger Jürgen Rynio für zwei Spiele wieder als Torwart ein. Beide Spiele gingen hoch verloren, beim 0:7 in Stuttgart kassierte Rynio von einem Spieler, Michael Nushöhr, drei Strafstöße in einem Spiel – ein bis heute unerreichter Rekord. Der Verein stieg als Tabellenletzter am Ende der Saison ab, so dass Jürgen Rynio zum endgültigen Ende seiner Karriere zum fünften Mal aus der Fußball-Bundesliga abgestiegen war.
Er war in zwei Amtszeiten (1987 bis Dezember 1991 sowie 1997 bis 2000) Trainer beim TuS Celle FC sowie zeitweilig auch beim VfV Hildesheim und ab 2001 beim Rotenburger SV (Oberliga Niedersachsen/Bremen) tätig.
Jürgen Rynio brachte es insgesamt auf 186 Einsätze in der 1. Fußball-Bundesliga. Während seiner aktiven Zeit als Fußballer hatte er den Spitznamen „Max“ in Anlehnung an Max Merkel. Er selbst nennt sich ironisch „Bundesligarekordabsteiger“, da er den bislang unerreichten Rekord hält, fünfmal mit fünf unterschiedlichen Vereinen aus der Bundesliga abgestiegen zu sein.

### Nationalmannschaft
Jürgen Rynio war einer von fünf Spielern, die Helmut Schön in 14 Jahren nominierte und doch nie einsetzte.

## Nach dem Karriereende
Heute ist Jürgen Rynio Geschäftsführer der Rynio Wohnen KG, einer Gesellschaft die in der niedersächsischen Stadt Bergen Wohnplätze für pflegebedürftige Menschen und Menschen mit geistiger oder mehrfacher Behinderung bietet. Die Firma zählte 2012 50 Mitarbeiter. Die Heimleitung hat Rynios Tochter Christina inne, auch Rynios dritte Frau Natalia arbeitet mit – als Psychologin, Psychodramatikerin und Personalleiterin. Auch Rynio selbst kümmert sich als über 70-Jähriger nach wie vor aktiv um die Einrichtung.
Rynios zweite Frau, 26 Jahre jünger als er, schied 2016 durch Selbstmord aus dem Leben. Aus seinen ersten beiden Ehen hat der in Isernhagen lebende Rynio jeweils ein Kind.